# أورلي فال
أورلي فال (بالفرنسية: Gare d'Orly-Ville) هي محطة قطار تعمل بنظام السكك الحديدية السريعة في ضواحي باريس، تخدم بلدية أورلي، في مقاطعة فال دو مارن.